# Coupe du Maroc de football 1984-1985
 (avril 2024).
Si vous disposez d'ouvrages ou d'articles de référence ou si vous connaissez des sites web de qualité traitant du thème abordé ici, merci de compléter l'article en donnant les références utiles à sa vérifiabilité et en les liant à la section « Notes et références ».
Navigation
Édition précédente Édition suivante
La saison 1984-1985 de la Coupe du Trône est la vingt-neuvième édition de la compétition. 
Les FAR de Rabat remporte la coupe au détriment du Difaâ d'El Jadida sur le score de 3-0 au cours d'une finale jouée dans le Complexe Sportif Moulay Abdallah à Rabat. Les FAR de Rabat remporte ainsi cette compétition pour la quatrième fois de son histoire.

## Déroulement

### Huitièmes de finale
| Équipe 1              | Équipe 2                  | Résultat |
| FAR de Rabat          | Wydad de Fès              | 2 - 0    |
| Difaâ d'El Jadida     | Fath Union Sport de Rabat | 1 - 0    |
| Sidi Yahya Gharb      | Renaissance de Kénitra    | 0 - 1    |
| Hassania d'Agadir     | Mouloudia Club d'Oujda    | 0 - 1    |
| Maghreb de Fès        | Raja de Beni Mellal       | 4 - 0    |
| Renaissance de Settat | Wydad Athletic Club       | 2 - 0    |
| Kawkab de Marrakech   | Raja Club Athletic        | 1 - 0    |
| Kénitra Athlétic Club | AS Salé                   | 0 - 1    |

### Quarts de finale
| Équipe 1              | Équipe 2               | Résultat |
| FAR de Rabat          | Renaissance de Kénitra | 3 - 0    |
| Maghreb de Fès        | Mouloudia Club d'Oujda | 1 - 0    |
| Kawkab de Marrakech   | Difaâ d'El Jadida      | 0 - 1    |
| Renaissance de Settat | AS Salé                | 1 - 0    |

### Demi-finales
| Équipe 1              | Équipe 2          | Résultat |
| FAR de Rabat          | Maghreb de Fès    | 2 - 1    |
| Renaissance de Settat | Difaâ d'El Jadida | 0 - 1    |

### Finale
La finale oppose les vainqueurs des demi-finales, les FAR de Rabat face au Difaâ d'El Jadida, le 16 janvier 1986 au Complexe Sportif Moulay Abdallah à Rabat.
| Coupe du Trône : Finale 1985 | FAR de Rabat | 3 - 0 | Difaâ d'El Jadida | Complexe Sportif Moulay Abdallah, Rabat |                           |
| 16 janvier 1986              |              |       |                   | Arbitrage : Mohamed Bahou               | Arbitrage : Mohamed Bahou |
| 16 janvier 1986              |              |       |                   | Arbitrage : Mohamed Bahou               | Arbitrage : Mohamed Bahou |